# Кастильо, Кэрол
Кэ́рол Касти́льо (исп. Karol Castillo; 29 августа 1989, Трухильо, Перу — 10 апреля 2013, Австралия) — перуанская фотомодель.

## Биография
Кэрол Кастильо родилась 29 августа 1989 года в Трухильо (Перу).
Кэрол была моделью и участницей конкурса красоты. Она была коронованной «Miss Universe Peru» и участвовала в конкурсе «Мисс Вселенная 2008», который проходил в Нячанге (Вьетнам).
10 апреля 2013 года 23-летняя Кэрол скончалась во сне от остановки сердца во время поездки в Австралию для помощи на конкурсе «Miss Teen Australia».